# Bjarkøy
Bjarkøy és un antic municipi del comtat de Troms, Noruega. El municipi es va fusionar amb el municipi de Harstad l'1 de gener de 2013. El centre administratiu del municipi era el poble de Nergården. El municipi s'estén per diverses illes més petites, sent la més gran de la part nord de Grytøya.
El municipi es trobava completament en illes. L'illa més gran, Grytøya, va ser compartida amb el municipi d'Harstad. Altres illes inclouen Bjarkøya, Sandsøya, Helløya, Flatøya i Meloyvaer. El Andfjorden flueix al llarg del costat nord i l'oest del municipi i la Vågsfjorden flueix als costats est i sud del municipi.
El projecte enllaç Fix Bjarkøy és una proposta de la construcció d'un túnel submarí de pont i carretera que connectarà les tres illes principals de l'antic municipi de Bjarkøy. Aquest projecte va ser un dels factors en la fusió municipi amb Harstad.

## Informació general
El municipi es va establir l'1 de gener de 1838 amb el nom de Sand. Posteriorment es canvià a Bjarkøy. L'1 de gener de 2013, el municipi es va fusionar amb el municipi de Harstad cap al sud, formant un nou municipi, major d'Harstad. El nom Bjarkøy significa bedoll (bjørk) i "illa" (øy). Abans del 1887, el municipi va ser anomenat Sand. L'escut d'armes, concedit l'11 d'abril de 1986 mostra una aixeta d'or sobre un fons blau. L'escut del municipi s'ha conservat malgrat la seva adhesió a Harstad.

## Història
Aquest és un antic territori viking, i era un lloc de pas durant l'època dels vikings i l'edat mitjana. Entre els caps més famosos a trobar Thorir Hund, que va matar el Sant Patró de Noruega, Sant Olav a la batalla de Stiklestad el 1030. El 1323, la seva seu va ser assaltada i incendiada pels guerrers de Carèlia.